# إدسون سيتا
إدسون سيتا (بالبرتغالية: Edson Feliciano Sitta‏) هو لاعب كرة قدم برازيلي في مركز الوسط، ولد في 17 يونيو 1983 في ساو برناردو دو كامبو في البرازيل. لعب مع أتلتيكو يوفنتوس وفيتوريا دي غيماريش ونادي اتلتيكو سوروكابا ونادي بارانا ونادي بيرا مار ونادي سيارا ونادي كورينثيانز وناسيونال ماديرا.